# Epiglottal

(12) epiglottal

Epiglottal bezeichnet in der Phonetik einen Artikulationsort. Epiglottale Laute werden gebildet, indem die aryepiglottische Falte gegen den Epiglottis gedrückt wird.
Das internationale phonetische Alphabet kennt drei epiglottale Konsonanten, die allesamt nicht im Deutschen vorkommen:
- Stimmloser epiglottaler Plosiv [⁠ʡ⁠]
- Stimmhafter epiglottaler Frikativ [⁠ʢ⁠]
- Stimmloser epiglottaler Frikativ [⁠ʜ⁠]

Epiglottale Trille kommen ebenfalls vor, sind aber nicht phonemisch und haben daher keine Darstellung im internationalen phonetischen Alphabet. In der Literatur wird manchmal das Symbol [ᴙ] benutzt.
Epiglottale Konsonanten kommen hauptsächlich im Kaukasus und in Kanada vor.